# Veronica Cartwright
Veronica A. Cartwright (Bristol, Inglaterra, 20 de abril de 1949) es una actriz británica. 

## Biografía y carrera

### Primeros años
Cartwright, nació en Bristol, Inglaterra, pero se crio en Toronto y Los Ángeles. 

### Comienzos como actriz infantil
Su carrera como actriz infantil inició en 1958, con un papel en In Love and War. En sus inicios actuó en series de televisión como Leave It to Beaver, The Twilight Zone, entre otras. También actuó en dos episodios de la serie The Eleventh Hour. Cartwright apareció en las películas The Children's Hour (1961) y The Birds (1963) del director Alfred Hitchcock, que fueron un gran éxito. Fue elegida para interpretar a la hija de Jemima Boone en las dos primeras temporadas de la serie de televisión Daniel Boone desde 1964 a 1966, donde actuó junto a Fess Parker, Patricia Blair, Darby Hinton y Ed Ames. 

### Transición a papeles maduros y consagración
Veronica Cartwright apareció en varias películas y series de televisión durante los setenta. Logró dos de sus mayores éxitos con Invasion of the Body Snatchers (1978) y Alien (1979). Al principio ella fue elegida para interpretar el papel de la heroína de la saga de Alien, Ellen Ripley, pero el director Ridley Scott cambió su papel con el de Sigourney Weaver justo antes de comenzar a rodar la película, por lo que acabó interpretando a Joan Lambert. 
Otros de sus proyectos incluyen: The Right Stuff (1983), Flight of the Navigator (1986), The Witches of Eastwick (1987), Candyman: Farewell to the Flesh (1995), Money Talks (1997), Scary Movie 2 (2001), Kinsey (2004) y The Invasion (2007), entre otras.
Ha aparecido como invitada en series de televisión como: The Mod Squad, Miami Vice, Baywatch, L.A. Law, ER, The X-Files, Chicago Hope, Will & Grace, Touched by an Angel, Judging Amy, Six Feet Under, The Closer, entre otras. Cartwright ha recibido tres nominaciones a los premios Emmy, una por su trabajo en ER en 1997 y dos por su trabajo en The X-Files en 1998 y 1999. 
Veronica Cartwright apareció en 2006 en la portada del álbum I Don't Feel Like Dancin de los Scissor Sisters, así como en su segundo álbum, Ta-Dah.

## Vida personal
- En 1968 se casó con el actor Richard Gates, del que se divorció en 1972.
- En 1976 se casó con Stanley Goldstein, del que se divorció posteriormente.
- En 1982 se casó con el director Richard Compton, que murió en 2007, y tuvieron un hijo.
- Su hermana menor es la actriz Angela Cartwright.
- Es tía del actor Jesse Gullion y de Rebecca Gullion.

## Filmografía

### Películas
| Año  | Película                                          | Papel                     | Notas |
| ---- | ------------------------------------------------- | ------------------------- | ----- |
| 1958 | In love and war                                   | Allie O'Neill             |       |
| 1961 | The Children's Hour                               | Rosalie Wells             |       |
| 1963 | Los pájaros                                       | Cathy Brenner             |       |
| 1963 | Fiebre en la sangre                               | Becky Spencer             |       |
| 1964 | Tell me not in mournful numbers                   |                           |       |
| 1964 | One man's way                                     | Mary                      |       |
| 1974 | Inserts                                           | Harlene                   |       |
| 1976 | Bernice Bobs Her Hair                             | Marjorie                  |       |
| 1978 | Kid from Not-So-Big                               | Corinne, maestra          |       |
| 1978 | Goin' South                                       | Hermine                   |       |
| 1978 | Invasion of the Body Snatchers                    | Nancy Bellicec            |       |
| 1979 | Alien: el octavo pasajero                         | Joan Lambert              |       |
| 1980 | Guyana Tragedy: The Story of Jim Jones            | Marceline "Marcy" Jones   |       |
| 1981 | The Big Black Pill                                | Hermana Theresa           |       |
| 1982 | Prime Suspect                                     | Janice Staplin            |       |
| 1983 | Nightmares                                        | Claire Houston            |       |
| 1983 | The Right Stuff                                   | Betty Grissom             |       |
| 1985 | My Man Adam                                       | Elaine Swit               |       |
| 1986 | Flight of the Navigator                           | Helen Freeman             |       |
| 1986 | Intimate Encounters                               | Emily                     |       |
| 1986 | Wisdom                                            | Samantha Wisdom           |       |
| 1987 | The Witches of Eastwick                           | Felicia Alden             |       |
| 1989 | Desperate for Love                                | Betty Petrie              |       |
| 1989 | Valentino Returns                                 | Patricia "Pat" Gibbs      |       |
| 1990 | False Identity                                    | Vera Errickson            |       |
| 1990 | A Son's Promise                                   | Dorothy Donaldson         |       |
| 1990 | Hitler's Daughter                                 | Patricia Benedict         |       |
| 1991 | Walking the Dog                                   |                           |       |
| 1991 | Dead in the Water                                 | Victoria Haines           |       |
| 1992 | Lincoln & Seward                                  |                           |       |
| 1992 | Lincoln and the War Within                        |                           |       |
| 1992 | Man Trouble                                       | Helen Dextra              |       |
| 1993 | It’s Nothing Personal                             | Barbara                   |       |
| 1993 | Triumph Over Disaster: The Hurricane Andrew Story | Carla Hulin               |       |
| 1994 | Two Over Easy                                     | Molly                     |       |
| 1994 | Mirror, Mirror 2: Raven Dance                     | Hermana Aja               |       |
| 1994 | On Hope                                           | Mujer en la tienda        |       |
| 1994 | Dead Air                                          | The Caller                |       |
| 1995 | Candyman: Farewell to the Flesh                   | Octavia Tarrant           |       |
| 1995 | My Brother's Keeper                               | Pat                       |       |
| 1996 | Shoot the Moon                                    | Sra. Thomas               |       |
| 1996 | The Lottery                                       | Maggie Dunbar             |       |
| 1997 | Quicksilver Highway                               | Myra                      |       |
| 1997 | Money Talks                                       | Connie Cipriani           |       |
| 1997 | Sparkler                                          | Dottie Delgato            |       |
| 1998 | My Engagement Party                               | Sarah Salsburg            |       |
| 1998 | The Rat Pack                                      | Rocky Cooper              |       |
| 1999 | A Slipping-Down Life                              | Sra. Casey                |       |
| 1999 | The Last Man on Planet Earth                      | Directora Elizabeth Riggs |       |
| 1999 | Trash                                             | Directora Evans           |       |
| 2001 | In the Bedroom                                    | Ministra en TV            |       |
| 2001 | Inside the Osmonds                                | Olive Osmond              |       |
| 2001 | Critic's Choice                                   | Watkins                   |       |
| 2001 | Scary Movie 2                                     | Madre                     |       |
| 2002 | Mackenheim                                        | Eleanor                   |       |
| 2003 | Just Married                                      | Sra. "Pussy" McNerney     |       |
| 2004 | Twisted                                           | Landlady                  |       |
| 2004 | Straight-Jacket                                   | Jerry Albrecht            |       |
| 2004 | Kinsey                                            | Sara Kinsey               |       |
| 2005 | Barry Dingle                                      | Eleanor Dingle            |       |
| 2007 | Mommy's House                                     | Mommy                     |       |
| 2007 | The Invasion                                      | Wendy Lenk                |       |
| 2009 | The Band from Hell                                | Sra. Belakov              |       |
| 2009 | Call of the wild                                  | Sheriff Taylor            |       |
| 2009 | The Yellow Wallpaper                              | Catherine Sayer           |       |
| 2010 | Montana Amazon                                    | Margaret                  |       |

### Series de televisión
- Las escalofriantes aventuras de Sabrina
- Resurrection .... Helen Edgerton (5 episodios, 2014)
- Eastwick .... Bun Waverly (11 episodios, 2009)
- October Road. .... Lynn Farmer (1 episodio: Deck the Howls, 2007)
- The Nine .... Barbara Dalton (3 episodios, 2006-2007)
- 7th Heaven .... Srta. Fitzhenry (1 episodio: A Pain in the Neck, 2006)
- Invasion .... Valerie Shenkman (5 episodios, 2005-2006)
- CSI: Crime Scene Investigation .... Diane Chase (1 episodio: Rashomama, 2006)
- Cold Case .... Mary Ryan (1 episodio: Dog Day Afternoons, 2006)
- Boston Legal .... Juez Peggy Zeder (1 episodio: Helping Hands, 2006)
- Nip/Tuck .... Madre Mary Claire (1 episodio: Quentin Costa, 2005)
- Law & Order: Special Victims Unit .... Virginia Kennison (1 episodio: Starved, 2005)
- The Closer .... Vera Mathers (1 episodio: Good Housekeeping, 2005)
- Six Feet Under .... Peg Kimmel (3 episodios, 2004-2005)
- Without a Trace .... Sra. Beckworth / Susan (2 episodios, 2003-2005)
- Dr. Vegas .... Evelyn (1 episodio: All in, 2004)
- Judging Amy .... Dorothea Mitchell (1 episodio: A Pretty Good Day, 2002)
- Family Law .... Norma Benson (1 episodio: Arlene's Choice, 2002)
- Touched by an Angel .... Shirlee Gibbons (1 episodio: Famous Last Words, 2001)
- Will & Grace .... Judith McFarland (1 episodio: Homo for the Holidays, 1999)
- Chicago Hope .... Karen Flanders (1 episodio: Team Play, 1999)
- The X-Files .... Cassandra Spender (4 episodios, 1998-1999)
- George & Leo .... Anna (2 episodios, 1997-1998)
- Boston Common .... Betty (1 episodio: Here's to You, Mrs. Byrnes, 1997)
- ER .... Norma Houston (2 episodios, 1997)
- Sliders .... The Flame (1 episodio: The Fire Within, 1996)
- American Gothic .... Angela (1 episodio: Dr. Death Takes a Holiday, 1996)
- L.A. Law .... A.D.A. Margaret Flanagan (9 episodios, 1989-1992)
- CBS Schoolbreak Special .... Caroline Morris (1 episodio: Abby, My Love, 1991)
- Baywatch .... Sra. Harris (1 episodio: Panic at Malibu Pier, 1989)
- Tanner '88 .... Molly Hark (10 episodios, 1988)
- Miami Vice .... Dama de Sociedad (1 episodio: By Hooker by Crook, 1987)
- Robert Kennedy & His Times (1985) TV miniseries .... Ethel Skakel Kennedy
- Still the Beaver .... Violet Rutherford (1 episodio: Violetr Rutherford Returns, 1985)
- Serpico .... Lucy (1 episodio: Dawn of the Furies, 1976)
- Here We Go Again .... Nancy (1 episodio: Sunday, Soggy Sunday, 1973)
- My Three Sons .... Ruth Fletcher (1 episodio: The Honeymoon, 1970)
- Then Came Bronson .... Petey Traine (1 episodio: Still Waters, 1970)
- The Bold Ones: The Lawyers .... Mary (1 episodio: Point of Honor, 1970)
- Death Valley Days (1 episodio: Simple Question of Justice, 1970)
- The Mod Squad .... Gail Whitney (1 episodio: The Girl in Chair Nine, 1969)
- Dragnet 1967 .... Melissa Stevens (1 episodio: Personnel: The Shooting, 1969)
- Family Affair .... Jo-Ann (1 episodio: Flower Power, 1969)
- The Name of the Game .... Nancy Robins (1 episodio: High on a Rainbow, 1968)
- Daniel Boone .... Jemima Boone (26 episodios, 1964-1966)
- Dr. Kildare .... Nancy Hiller (1 episodio: Take Care of My Little Girl, 1965)
- The Eleventh Hour .... Jan Ellendale / Judith Cameron (2 episodios, 1963)
- Leave It to Beaver .... Violet Rutherford / Peggy MacIntosh (4 episodios, 1959-1963)
- The Dick Powell Show (1 episodio: The Third Side of a Coin, 1963)
- The Twilight Zone .... Anne Rogers (1 episodio: I Sing the Body Electric, 1962)
- Ruta 66 .... Miriam edad 9 años (1 episodio: Love Is a Skinny Kid, 1962)
- Make Room for Daddy .... Niña en Juego (2 episodios, 1959-1961)
- Alfred Hitchcock Presents .... Judy / Lettie (1 episodio: Summer Shade, 1961)
- Alcoa Presents: One Step Beyond .... Gillian (1 episodio: The Haunting, 1960)
- Zane Grey Theater .... Sarah Butler (1 episodio: The Lone Woman, 1959)